# Frailin Guanipa
Frailin Guanipa ist ein venezolanischer Poolbillardspieler.

## Karriere
Im September 2009 erreichte Frailin Guanipa bei der Panamerikameisterschaft das Finale im 10-Ball und unterlag dort dem Mexikaner Ignacio Chávez. Ein Jahr später verlor er das 8-Ball-Finale gegen seinen Landsmann Jalal Yousef und gewann die Bronzemedaille im 9-Ball. Bei der Panamerikameisterschaft 2013 gelang ihm im 9-Ball der Einzug ins Finale, das er erneut gegen Yousef verlor. Im Juni 2014 nahm Guanipa erstmals an der 9-Ball-Weltmeisterschaft teil und schied dort in der Vorrunde aus. Bei der Panamerikameisterschaft 2016 erreichte er in den Disziplinen 8-Ball und 9-Ball das Finale und verlor dort gegen Alejandro Carvajal beziehungsweise Jorge Llanos.